# 임진록
임진록(壬辰錄)은 임진왜란이 배경이며, 작자 및 연대 미상의 비현실적이고 전기적인 조선 시대 군담소설이다. 17세기 조선 인조 이후의 작품인 듯하며 한글본과 한문본이 있다. 임진왜란을 겪고 난 뒤 열등감에 젖은 백성들의 정신적 승리를 위해 지은 소설이다. 내용은 실존 인물인 사명당, 이순신, 서산대사 등의 활약으로 적군을 물리치고, 일본까지 쳐들어가 도술로써 일본 왕의 항복을 받고 개선한다는 이야기이다. 위축된 민족의 사기 진작을 위해 역사적 사실에 허구를 가미하면서 임진왜란의 패배에 대한 설욕 및 민족적 자부심을 고취한다. 천재교육 고등학교 문학 교과서에 수록되었다.

## 줄거리
작품의 전체 구성은 왜란이 일어나기 전부터 왜국이 항복을 받는 이야기로 결말을 맺는다.
- 왜란이 일어나기 전: 임진왜란이 일어나기 직전의 국내의 사정
- 왜란의 발발: 왜군이 침공하자 선조는 피란하고 민중들의 항전에 부딪친다.
- 의병 봉기와 왜적 격퇴: 이순신, 의병장 조헌, 곽재우, 김덕령 등의 활약으로 왜군이 대패한다.
- 왜국의 항복: 사명당이 일본에 건너가 왜적의 침략 야욕을 꺾고 일본 왕의 항복 문서를 받아온다.

## 같이 보기
- 임진왜란
- 선조
- 의병
- 이순신
- 서산대사
- 김덕령
- 조헌
- 곽재우
- 일본
- 군담소설
- 사명당